# Schloss Neunkirch
Das Schloss Neunkirch steht in Neunkirch im Schweizer Kanton Schaffhausen. Das Gebäude wird auch als «Oberhof» bezeichnet.
Es war zuerst Sitz der Vögte des Bischofs von Konstanz und anschliessend der Stadt Schaffhausen. Torturm und Umfassungsmauer des Schlosses stammen noch aus dem Mittelalter, während die übrigen Bauten aus dem 16. Jahrhundert stammen. Eine 1888 im Nordflügel ausgebaute Holzdecke mit Flachschnitzereien aus dem Jahr 1555 befindet sich im Landesmuseum Zürich.
Im Gebäude befindet sich heute das Ortsmuseum von Neunkirch.

## Bilder

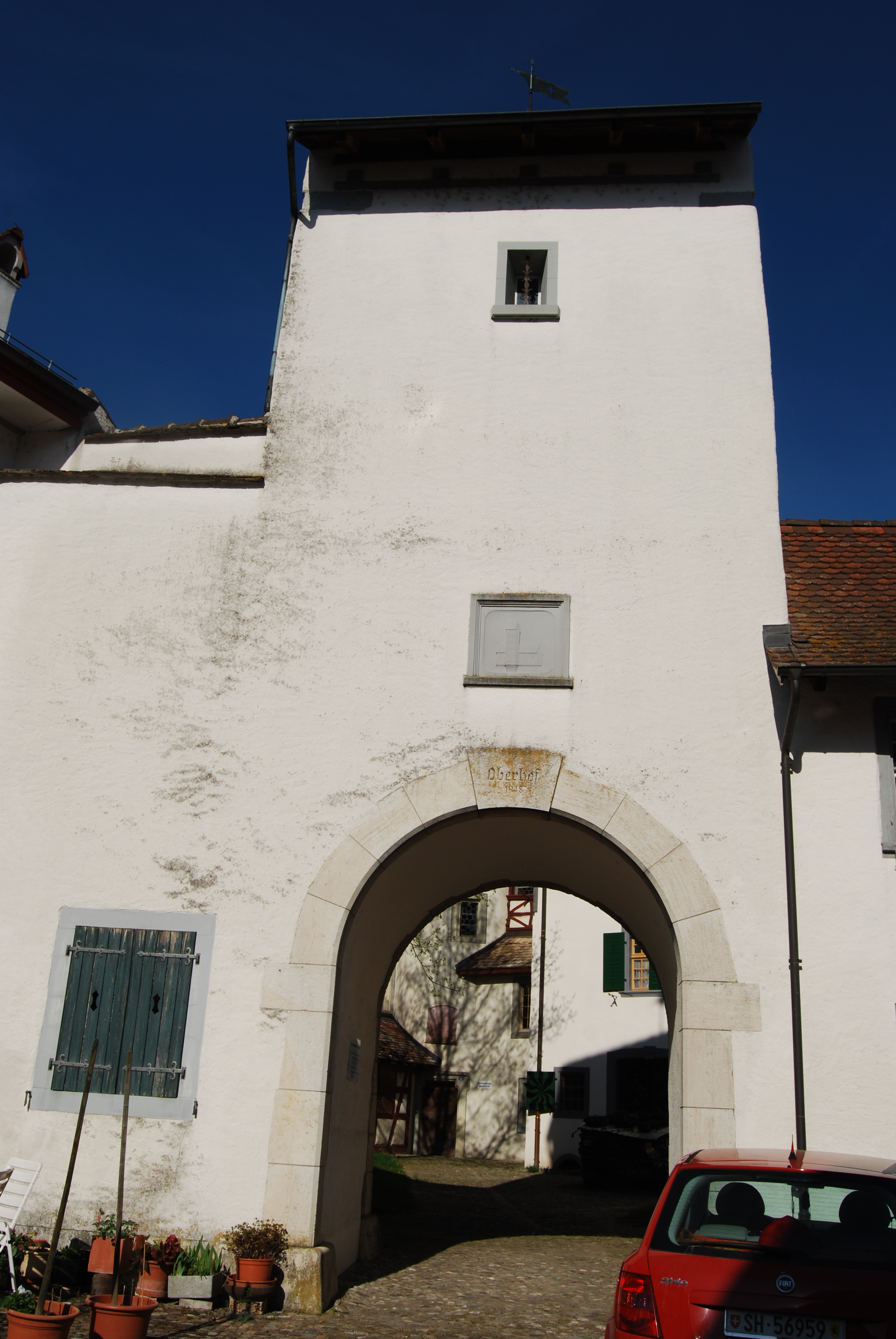
Torturm des Schlosses Neunkirch
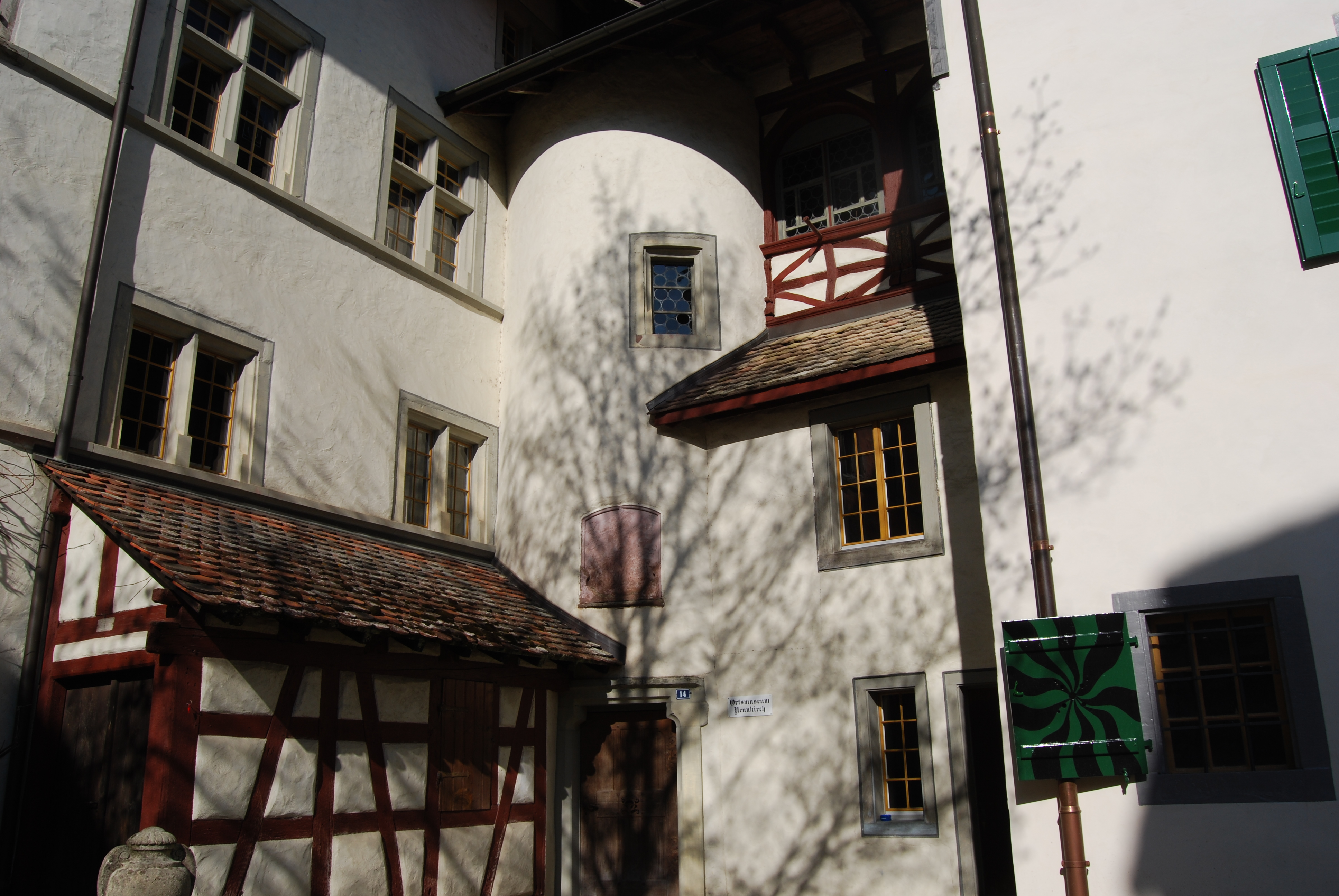
Hof des Schlosses Neunkirch
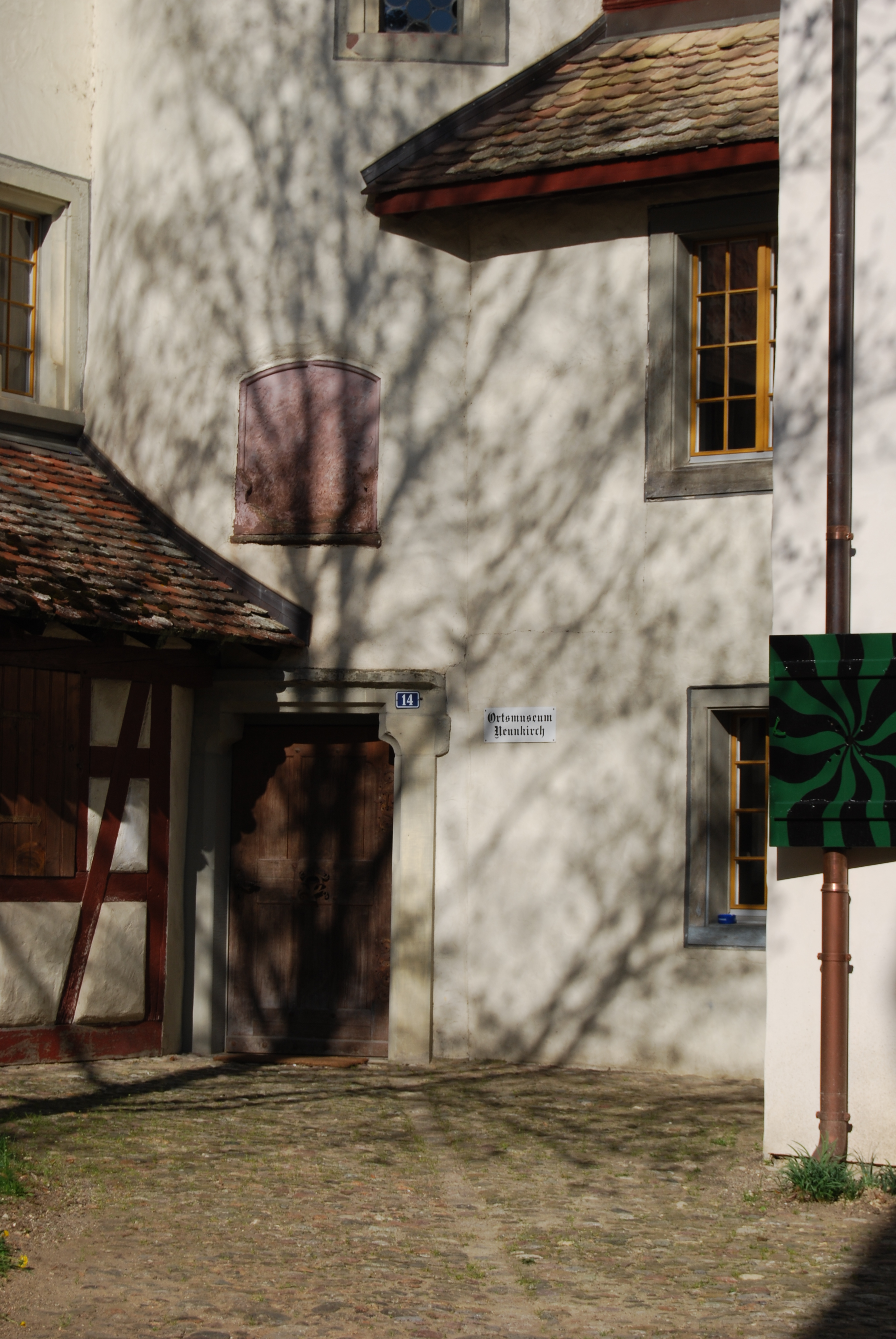
Hof des Schlosses Neunkirch
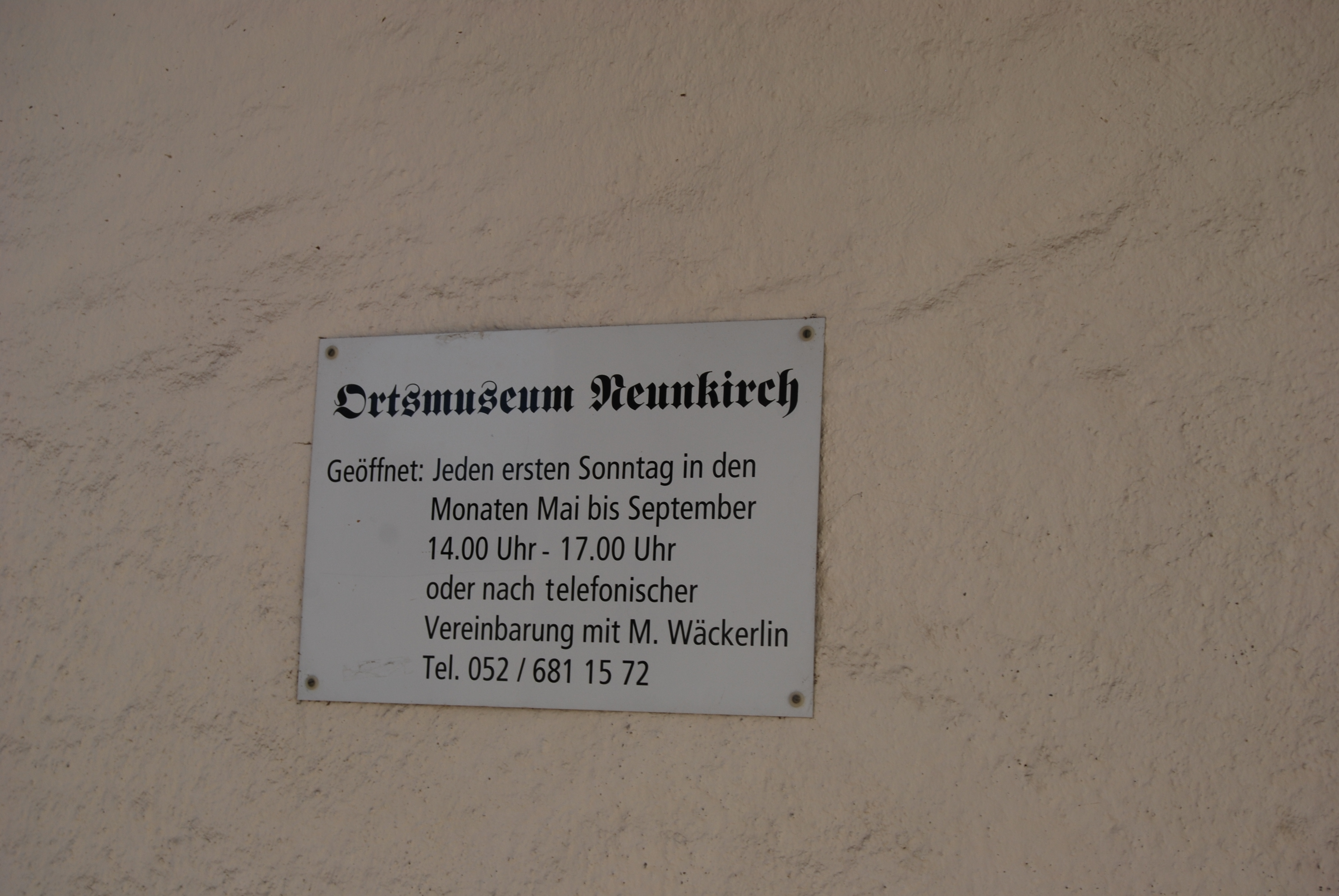
Hinweistafel für Ortsmuseum